# 鲍家街

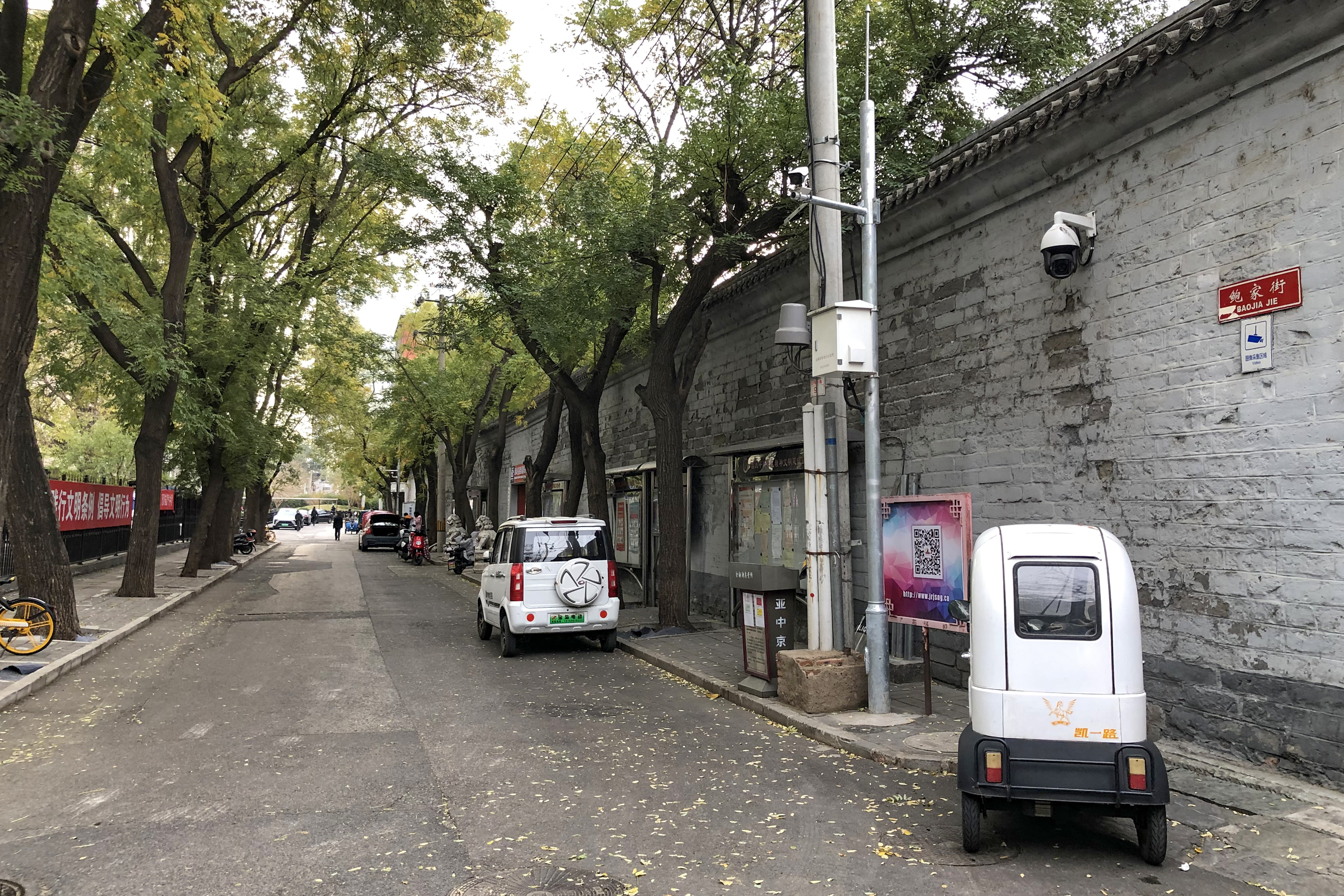
鲍家街北端，拍摄自中央音乐学院歌剧音乐厅西侧

39°54′05″N 116°21′17″E / 39.901475°N 116.3546°E
鲍家街是位于北京市西城区中部的一条胡同。

## 简介
鲍家街北起笔管胡同南口，南到太平湖东里北口。明朝称“包头胡同”，原为东西走向，东起闹市口（今闹市口中街），西到今西二环路。清朝称“包家街”，后来由于在此兴建醇亲王府（醇亲王府南府），该街的西段被王府占用，王府东墙外的夹道则划归包家街地段。这时的包家街形成了“厂”字形。
《顺天府志》记载：“荣公第，鲍家街北。按：贝勒费扬古，显祖孙，庄亲王八子，以功封。今公其后裔也。”荣亲王永琪为乾隆帝第五子，乾隆三十年（1765年）封为荣亲王。
道光三十年（1850年）封清宣宗第七子奕譞为醇郡王，咸丰九年（1859年）分府出宫，同治三年（1864年）加封亲王衔，同治十一年（1872年）晋封醇亲王。其府称“醇亲王府”，俗称“七爷府”。同治十三年（1874年），同治帝驾崩，奕譞的次子载湉嗣位，即光绪帝。载湉生在这座醇亲王府，称为“潜龙邸”，根据清朝制度，皇帝的出生地应升为宫殿。所以光绪十四年（1888年）将什刹海后海北岸赐予奕譞，即后来的醇亲王府。民国三年（1914年），中华大学租醇亲王府南府办学，后来改为民国大学。如今，醇亲王府南府南部为中央音乐学院，北部为金融街街道社区教育学校、金融街少年宫占用，原有古建筑部分被拆除，剩余部分殿宇。

## 影响
1993年11月，鲍家街43号乐队成立，当时成员全部来自中央音乐学院，以中央音乐学院的门牌号码鲍家街43号为乐队命名。该乐队第一张专辑《鲍家街43号》于1997年5月出版发行。